# Репьев, Владимир Георгиевич
Влади́мир Гео́ргиевич Ре́пьев (11 июля 1956, Ростов-на-Дону — 4 января 2009, Москва) — советский гандболист, серебряный призёр Игр XXII Олимпиады. Мастер спорта международного класса. Выпускник Краснодарского политехнического института, кандидат технических наук.

## Биография
Владимир Репьев начал заниматься гандболом в 15 лет, выступал на позиции линейного за краснодарские клубы «Урожай», «Университет», СКИФ, в сборную СССР впервые был приглашён в 1977 году после победы на первом в истории молодёжном чемпионате мира. За национальную команду в период с 1977 по 1981 год провёл 30 матчей, забросил 27 мячей. В 26 лет вице-чемпион Олимпиады в Москве Владимир Репьев завершил спортивную карьеру, но в 1990 году, после защиты кандидатской диссертации и нескольких лет работы инженером в «Кубаньэнерго», вновь ненадолго вернулся в гандбол, в родной СКИФ, в составе которого стал бронзовым призёром чемпионата СССР.
В последние годы жизни Владимир Георгиевич работал телекомментатором, вёл трансляции гандбольных матчей на телеканалах Eurosport и Спорт, часто в тандеме со своим другом и партнёром по СКИФу второй половины 1970-х Сергеем Приголовкиным.

## Достижения
- Победитель чемпионата мира среди молодёжных команд (Дания, 1977)
- Победитель Кубка мира (Швеция, 1979)
- Серебряный призёр Олимпийских игр (Москва, 1980)
- Бронзовый призёр чемпионата СССР (1990)